# 石江乡
石江乡，是中华人民共和国江西省宜春市丰城市下辖的一个乡镇级行政单位。

## 行政区划
石江乡下辖以下地区：
石江村、义学村、培庄村、湖头村、东坊村、上舍村、钳石村、下山村和荷岭村。